# 亚历山大·赫洛波宁
亚历山大·根纳季耶维奇·赫洛波宁（俄語：Александр Геннадиевич Хлопонин，1965年3月6日—），俄罗斯政治家，曾任俄罗斯克拉斯諾亞爾斯克邊疆區区长（2002－2010）、联邦副总理（2010－2018）。

## 履历

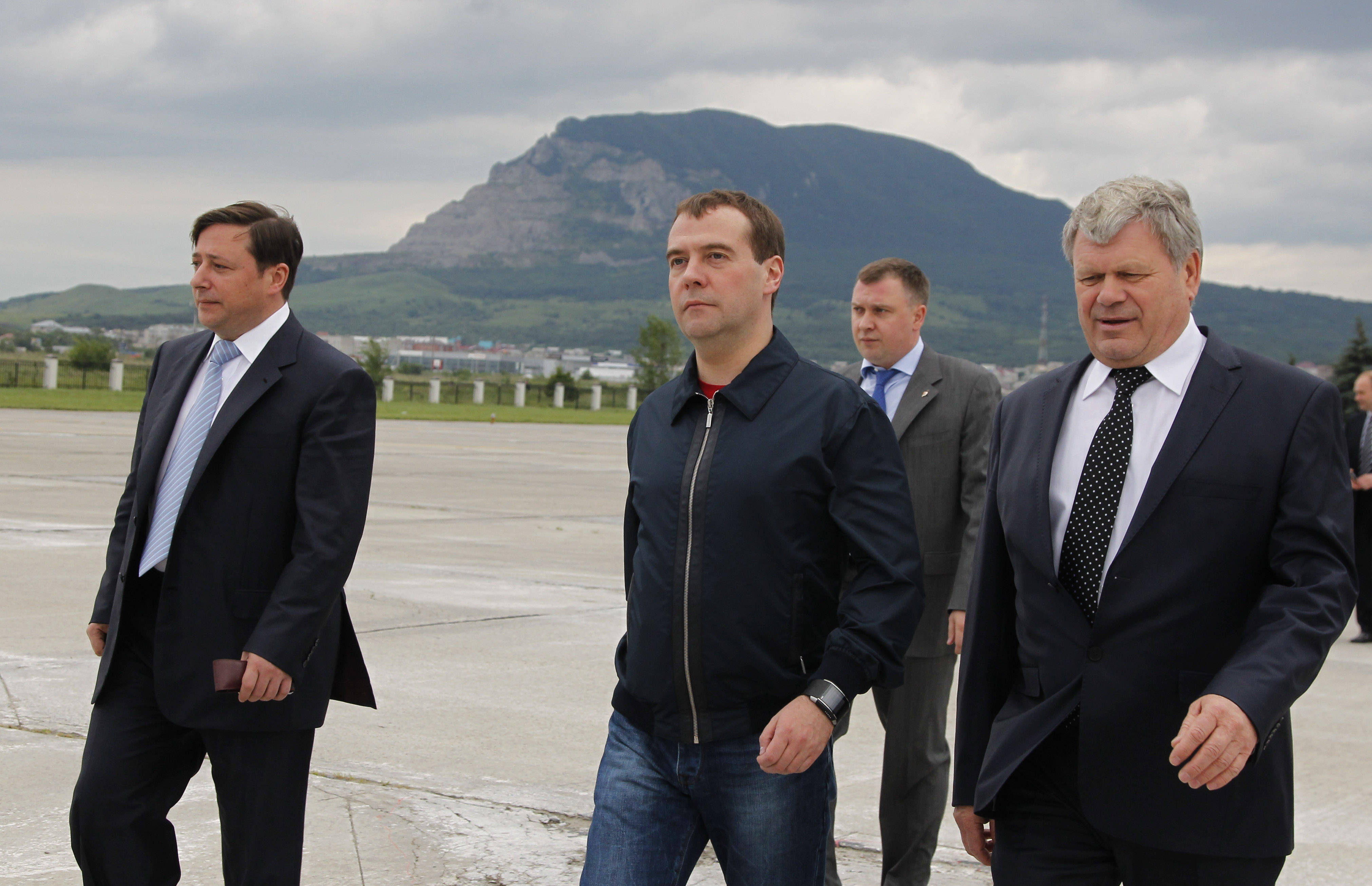
副总理兼北高加索联邦区总统特使亚历山大·赫洛波宁、俄罗斯总理德米特里·梅德韦杰夫和斯塔夫罗波尔边疆区州长瓦列里·泽连科夫在沃季机场合影。

1965年3月6日出生于锡兰（现斯里兰卡）可倫坡市。父亲是苏联的外交官。1989年毕业于莫斯科金融学院。
1989年至1992年：任苏联对外经济银行首席专家。
1992年至1994年：任“国际金融公司”股份制商业银行理事会副主席、第一副主席。
1994年至1996年：任“国际金融公司”股份制商业银行理事会主席。
1996年至2001年：任“诺里尔斯克镍业公司”股份公司总经理、董事会主席。
2001年至2002年：任泰梅爾（多爾干-涅涅茨）自治區行政长官。
2002年至2010年：任克拉斯诺亚尔斯克边疆区区长。
2010年1月19日，俄罗斯联邦总统签署总统令任命其为俄罗斯联邦政府副总理（负责矿产利用等），俄罗斯联邦总统驻北高加索联邦区全权代表。

## 个人
2018年4月13日，俄联邦政府网站发布“2017年官员收入申报单”。赫洛波宁是2017年政府中最富有的官员，收入达到近30亿卢布（逾3亿人民币）。

## 荣誉
- 四级祖国功勋勋章（2008年4月3日）[6]
- 亚历山大·涅夫斯基勋章（2012年）
- 荣誉勋章（1998年4月15日）[7]
- 图瓦共和国勋章（2009年）[8]
- 诺里尔斯克荣誉市民